# Tizenhétszög
A geometriában a tizenhétszög egy tizenhét oldalú  sokszög.
A szabályos sokszögek szögeire ismert képlet n=17 esetben a következőt adja:
{\displaystyle \alpha ={\frac {(n-2)}{n}}\cdot 180^{\circ }={\frac {15}{17}}\cdot 180^{\circ }}
így a szabályos tizenhétszög belső szögei körülbelül 159 fokosak.

## A szabályos tizenhétszög szerkesztése
A szabályos tizenhétszög szerkeszthető körzővel és vonalzóval, ezt 1796-ban bizonyította be Carl Friedrich Gauss. Ennek köszönhető, hogy göttingeni emlékszobra szabályos 17-szög alakú talapzaton áll.
Az alábbi animáció egy 64 lépéses szerkesztést mutat be. 

## A szabályos tizenhétszög területe
A szabályos sokszögek területére ismert képlet a oldalhosszra n=17 esetben:
{\displaystyle A={\frac {n}{4}}a^{2}{\text{ctg}}{\cfrac {\pi }{n}}={\frac {17}{4}}a^{2}{\text{ctg}}{\cfrac {\pi }{17}}\approx 22{,}73549\cdot a^{2}}